# FV 07 Diefflen
Der Fußballverein 1907 Diefflen e. V., kurz FV 07 Diefflen, ist ein Fußballverein in Diefflen, einem Stadtteil der saarländischen Stadt Dillingen/Saar. Seit 2016 spielt der Verein erneut in der fünfthöchsten Spielklasse, der Oberliga Rheinland-Pfalz/Saar. Im Verein gibt es eine Abteilung für Boule/Pétanque.

## Geschichte

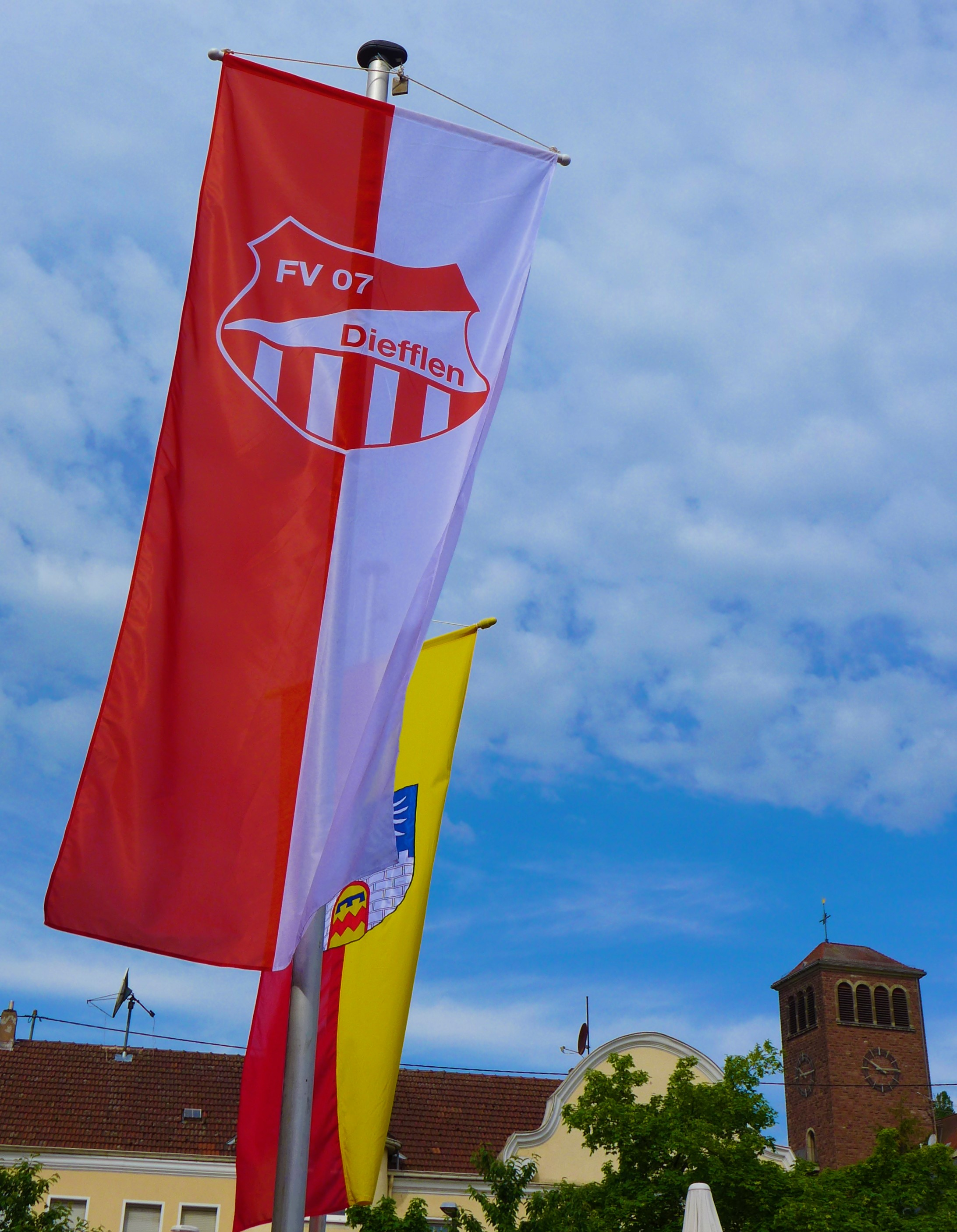
Diefflen, Vereinsflagge des Fußballvereins 1907 Diefflen am Dieffler Dorfplatz, im Hintergrund die Kirche St. Josef und St. Wendelin

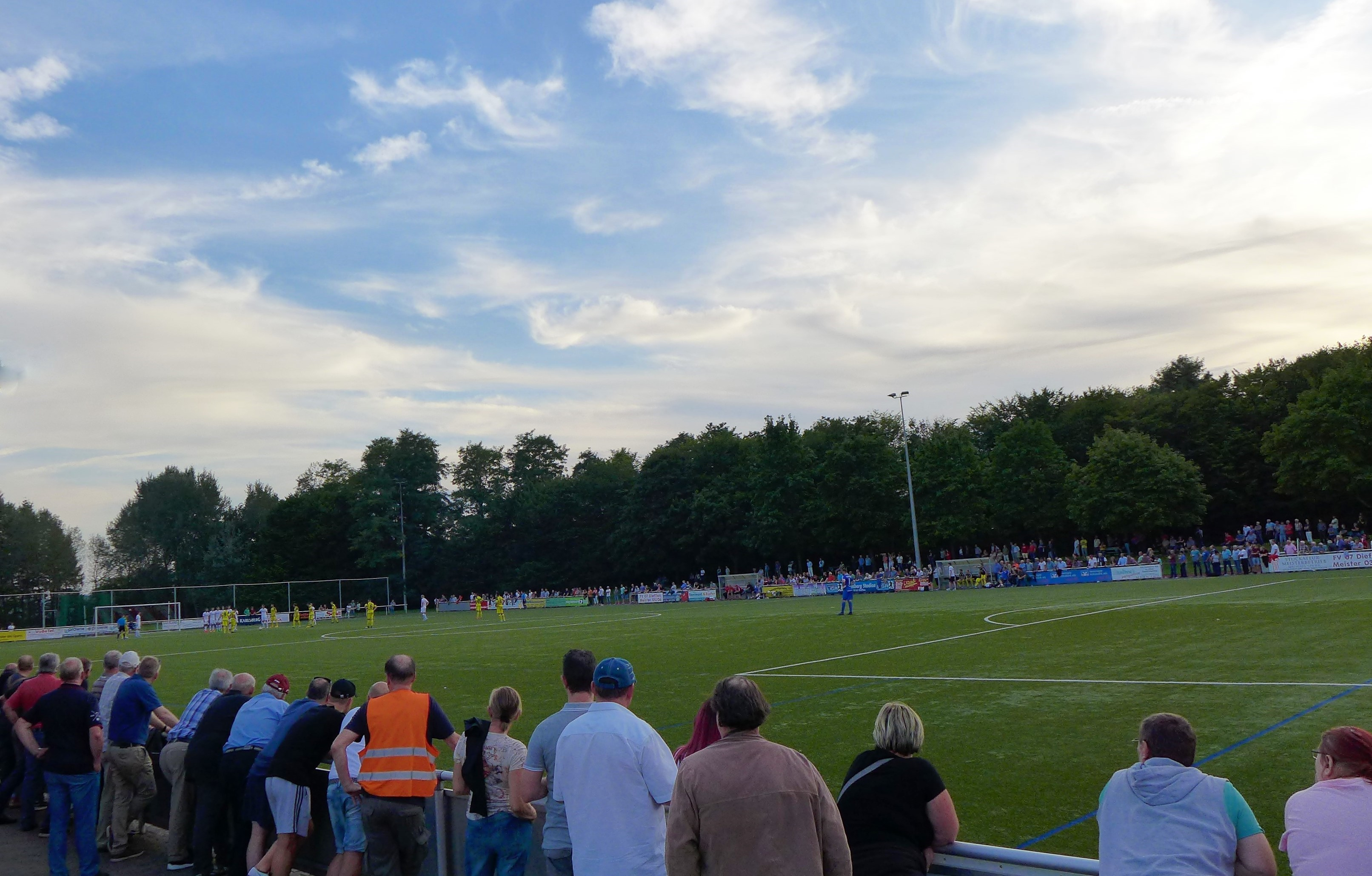
Diefflen, Sportplatz (Gewann „Auf dem Bawelsberg“)

### Gründung und Erste Jahre
Am 26. Juli 1907 wurde in einer Anzeige erwähnt, dass die Dieffler Fußballklubs „Viktoria“ und „Britannia“ ihr erstes Wettspiel austrugen. Doch die Namen der Vereine wechselten und kurz darauf gab es nunmehr drei Fußballklubs mit den Namen Zeppelin, Edelweiss und FC Diefflen. Die elf Spieler des FC Diefflen vertraten die Farben rot-weiß, die noch heute beim FV 07 Bestand haben. In der Silvesternacht 1909/10 fand dann die offizielle Gründung des FC Diefflen statt.
Im Jahr 1919 folgte der Zusammenschluss aller Mannschaften zum Fußballverein 07 Diefflen. Der FV 07 hatte sich 1920/21 für die erste Teilnahme an der Verbandsrunde in der A-Klasse Mosel-Gau-Süd gemeldet. In der Gruppe belegte man einen guten Mittelplatz.

### 1921 bis 1925 – Die schwierige Zeit ohne Sportplatz
Im Jahr 1921 konnte der Verein einen eigenen Sportplatz pachten. In der Saison belegte die Dieffler Mannschaft den zweiten Platz in der A-Klasse hinter dem Meister-Verein Roden. In der nächsten Spielrunde musste die Mannschaft wieder auf verschiedene Sportplätze umsiedeln. In der A-Klasse Saargruppe belegte der Verein dennoch einen vierten Platz unter zwölf Mannschaften. Am zweiten Weihnachtsfeiertag 1923 gab es gegen das höherklassige, renommierte Team des Postsportvereins 05 Saarbrücken einen 8:1-Kantersieg, wodurch die Dieffler Mannschaft in der Region bekannt wurde. Trotzdem scheiterten in der Sportplatzfrage alle Bemühungen und auch die Verhandlungen mit den Behörden führten zu keinem Ergebnis – mit der Folge, dass der Spielbetrieb für mehr als zwei Jahre eingestellt werden musste. Die Spieler beendeten ihre Fußballtätigkeit oder spielten in dieser Zeit bei Nachbarvereinen.

### 1926 bis 1942 – Die erfolgreichen Vorkriegsjahre
Ein Aufschwung des Vereins wurde mit der Wahl des Schiedsrichters Ambros Lauer zum Vereinsvorsitzenden eingeleitet. Der süddeutsche Fußballverband gab zu dieser Zeit neue Richtlinien und Klasseneinteilungen heraus und der FV 07 wurde in die B-Klasse Nordsaar eingereiht. Im Frühjahr 1927 konnte ein eigener Sportplatz an der Schlackenmühle, gegenüber dem Judenfriedhof, angelegt werden. Der Platz lag allerdings auf Dillinger Gemarkung. Die Spielzeit 1927/1928 brachte die Meisterschaft, verbunden mit dem Aufstieg in die A-Klasse. Die Verbandsrunde 1929/1930 ergab wieder eine Meisterschaft, die den Aufstieg in die Kreisliga zur Folge hatte. In der Spielzeit 1933/1934 erzielte man in der ersten Kreisliga Westsaar den Meistertitel. Nach dem Saisonende und einer Meisterschaftsfeier schloss sich die Fußballabteilung des TV Diefflen dem FV 07 an, sodass man für die kommende Spielzeit den Einzug in die Bezirksliga anstrebte. Die Bezirksliga Saar war damals die höchste saarländische Spielklasse.
Zur Wehrertüchtigung der Jugend im nationalsozialistischen Sinn wurde ab dem Jahr 1937 ein Sportplatz auf dem Bawelsberg angelegt. In den Kriegsjahren von 1939 bis 1945 konnte ein Spielbetrieb, der durch die Evakuierung Diefflens innerhalb der Roten Zone unterbrochen war, lediglich mit Jugendmannschaften aufrechterhalten werden. Im Jahr 1943 musste der Spielbetrieb ganz eingestellt werden.

### 1946 bis 1954 – Schwierige Nachkriegsjahre
Es dauerte bis März 1946, als die französische Militärregierung die Gründung des neuen Omni-Vereins „Sport- und Spielvereinigung Rot-Weiß Diefflen“ genehmigte – mit acht Sparten (Fußball, Turnen, Handball, Tischtennis, Schach, Radfahren, Leichtathletik und Schwimmen). In der ersten Verbandsrunde, die Ende Februar 1946 begann, wurden die Rot-Weißen in die Kreisklasse Saar eingeteilt und belegten hinter dem VfB Dillingen gleich den zweiten Platz. In der Saison 1951/1952 platzierte sich die erste Mannschaft des Vereins zwar nur im Mittelfeld der Tabelle, konnte aber in der Pokalrunde überzeugen und schaffte die Pokalmeisterschaft der Kreisligen Saarlouis/Merzig. Dieser Erfolg war verbunden mit dem Aufstieg in die Bezirksliga West und einer Ehrung durch den Fußballverband. Durch Beschluss in der Generalversammlung im Jahr 1952 wurde nach Auflösung des Großsportvereins der Traditionsname „FV 07 Diefflen“ wieder angenommen.

### 1954 bis 1971 – Zeit in hoher Amateurklasse
In der Spielzeit 1955/1956 gelang dem Verein der Aufstieg in die oberste saarländische Amateurklasse. Im Jahr 1961 kam es zu einem Abstieg aus der 1. Amateurliga. Erst im Jahr 1970 konnte der Wiederaufstieg in die oberste saarländische Amateurklasse erreicht werden. Diese Erfolge gelangen, obwohl der FV 07 wegen des Stadionumbaues auf dem Babelsberg nur zu Saisonbeginn einige tatsächliche Heimspiele absolvieren konnte und dann für die restlichen Monate auf das Weiß-Kreuz Stadion in Dillingen oder auf den Nalbacher Sportplatz ausweichen musste.

### 1971 bis 2002 – Auf und ab trotz großer Anstrengungen
Die Saison 1970/71 sollte für mehrere Jahre für den FV 07 vorerst die letzte Spielrunde in der 1. Amateurliga (Verbandsliga Saar) bleiben. Im Jahr 1979 stellte man eine erste Damenmannschaft auf. Zwischen 1979 und 1990 spielten diese in der Kreisliga A, dann für vier Jahre in der Bezirksliga und ab 1994 erneut für zehn Jahre in der Kreisliga. Es folgten vier wechselvolle Jahre. Im Jahr 1994 konnte der Abstieg nicht mehr verhindert werden. Im Jahr 2002 wurde die Spielfläche der Babelsberg-Arena mit einer Kunstrasenfläche belegt, die aktuell insgesamt 13 FV 07-Mannschaften nutzen.

### Aktuell

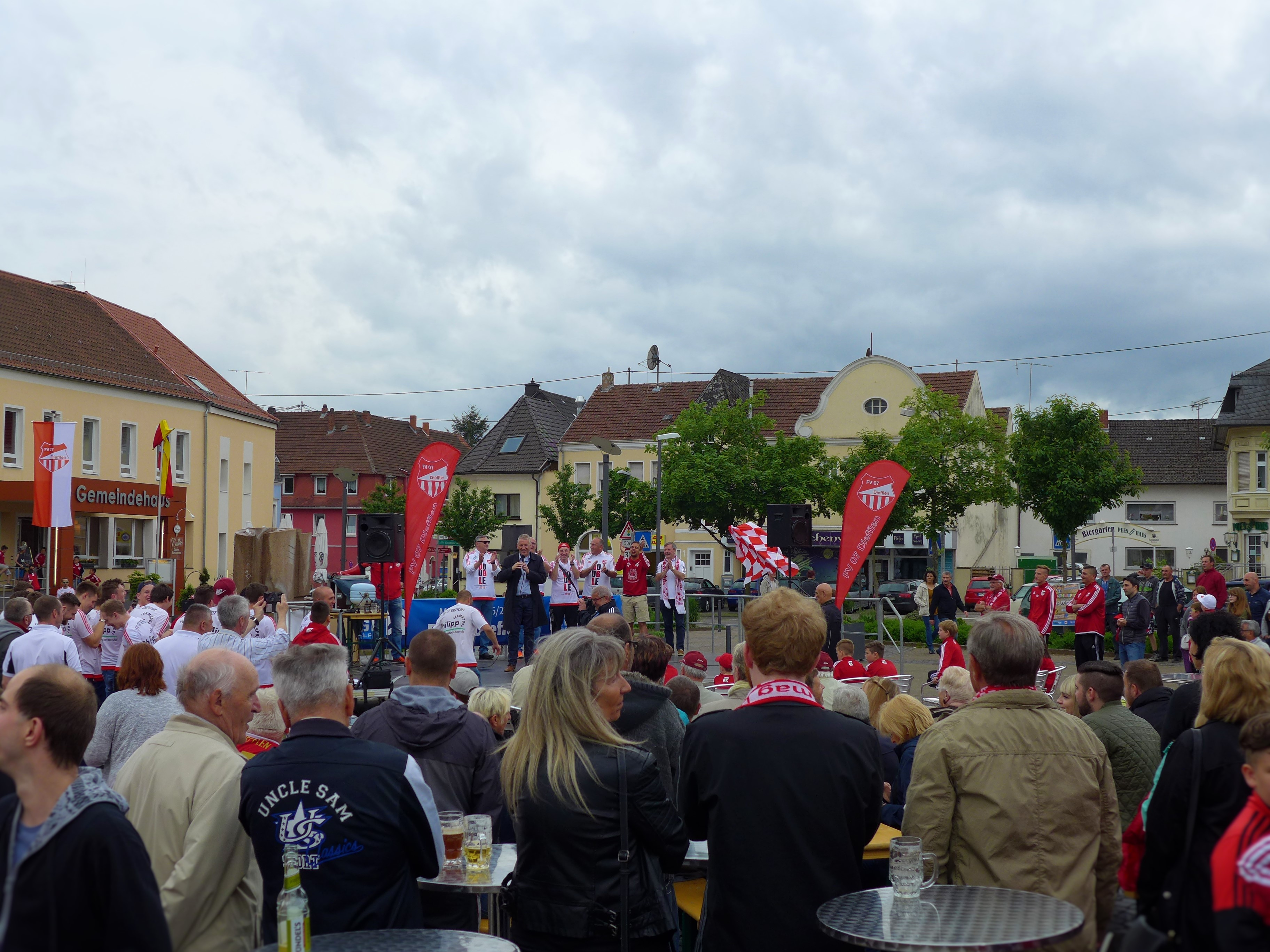
Aufstiegsfeier des FV 07 Diefflen am 22. Mai 2016 auf dem Dieffler Dorfplatz mit dem Saarlouiser Landrat Patrik Lauer auf der Tribüne

Im Jahr 2004 feierte man den Aufstieg in die Bezirksliga West, dem 2006 der Aufstieg in die Landesliga Südwest des Saarlandes folgte. Im Jahr 2009 stieg man als dortiger Vizemeister in die siebtklassige Verbandsliga des Saarlandes auf. Dort gelang im Jahr 2011 als Vizemeister der Aufstieg in die sechstklassige Saarlandliga. Im Jahr 2014 feierte der Verein seinen damals größten Erfolg, als man sich als Vizemeister der Saarlandliga in der Aufstiegsrelegation für die fünftklassige Oberliga Rheinland-Pfalz/Saar qualifizieren konnte. Allerdings stieg man 2015 nach nur einer Saison wieder in die Saarlandliga ab. In der darauffolgenden Saison 2015/2016 gelang, durch die Meisterschaft in der Saarlandliga, der direkte Wiederaufstieg in die Oberliga Rheinland-Pfalz/Saar.

## Pétanque
Die Abteilung Boule wurde 1994 gegründet und startete zunächst mit einer Mannschaft. 2024 gelang der 1. Mannschaft um den Ü55-Nationaltrainer Rosaria Italia, die Europameisterin Eilen Jenal, den Europameister Justin Neu und den Jugend-Nationaltrainer Maurice Racz der Aufstieg in die Pétanque-Bundesliga 2025.